# Liste des matchs de l'équipe de France de futsal
Maillots
Cette liste présente les matchs de l'équipe de France de futsal depuis son premier match contre l'équipe de Belgique le 17 mars 1997.

## Matchs remarquables
Le 17 mars 1997, la Fédération française de football (FFF) constitue une équipe pour répondre à la demande de match amical de la Belgique. Cette rencontre constitue la première de son histoire.
Les Bleus connaissent leur plus large succès le 23 janvier 2013 à Nice contre l'équipe de Saint-Marin lors des éliminatoires pour le Championnat d'Europe 2014 (12-0).
Ce score est aussi leur plus large revers en termes de différence de but. Il est concédé face à l'Ukraine à Ljubljana (Slovénie) à l'occasion des qualifications pour la Coupe du monde 2000. En février 2007, les Bleus sont proches de réaliser la même contre-performance mais sauvent l'honneur en l'Italie pour les éliminatoires de l'Euro 2007. Pour autant, ce ne sont pas les rencontres lors desquelles la France encaisse le plus de but. En effet, elle s'incline 14-3 en Hongrie le 14 février 2001.
| Thèmes                     | Date            | Adversaire       | Score  |
| -------------------------- | --------------- | ---------------- | ------ |
| Premier match              | 17 mars 1997    | Belgique U21 / B | 0 - 3  |
| Plus large victoire        | 23 janvier 2013 | Saint-Marin      | 12 - 0 |
| Plus large défaite         | 20 février 2000 | Ukraine          | 12 - 0 |
| Match avec le plus de buts | 14 février 2001 | Hongrie          | 14 - 3 |

## Statistiques

### Séries
Entre 2013 et 2020, la plus longue série d’invincibilité de l'équipe de France de futsal FIFA est de neuf rencontres. En effet, entre avril 2018 et février 2019, les Bleus remportent quatre des neuf oppositions disputées pour cinq matchs nuls. Ce sont toutes des rencontres amicales. Ce record est battu lors de la saison 2021-2022, la première de Raphaël Reynaud à la tête de la sélection, avec huit succès consécutifs.
La pire série de défaites a lieu entre octobre 2019 et février 2020, bien que jamais par plus de deux buts d'écart, avec cinq défaites de suite : trois en qualifications pour le Mondial 2021 et deux amicaux face au Portugal. Avec le match nul 2-2 contre l'Ukraine ensuite, il s'agit aussi de la longue série de matchs sans gagner des Bleus
| Séries                        | Nbr matchs | Période                           | Performances         |
| ----------------------------- | ---------- | --------------------------------- | -------------------- |
| Victoires consécutives        | 7          | 2 décembre 2014 - 17 janvier 2015 | 7 victoires          |
| Invaincus                     | 9          | 3 avril 2018 - 5 février 2019     | 4 victoires - 5 nuls |
| Sans gagner                   | 6          | 26 octobre 2019 - 4 février 2020  | 1 nul - 5 défaites   |
| Défaites consécutives         | 5          | 26 octobre 2019 - 2 février 2020  | 5 défaites           |
| mise à jour : 3 décembre 2020 |            |                                   |                      |

### Par compétition
| Adversaire                         | Nb matchs | V   | N   | D   | Bp  | Bc  | Diff. |
| ---------------------------------- | --------- | --- | --- | --- | --- | --- | ----- |
| Coupe du monde FIFA                | 0         | -   | -   | -   | -   | -   | -     |
| qualification Coupe du monde       | 28        | 8   | 2   | 18  | 55  | 91  | -36   |
| Championnat d'Europe UEFA          | 2         | -   | 1   | 1   | 7   | 9   | -2    |
| qualification Championnat d'Europe | 40        | 16  | 4   | 20  | 112 | 130 | -18   |
| Match amical (incomplet)           | +70       | +36 | +15 | +19 |     |     |       |
| Total                              | 213       | +60 | +22 | +58 |     |     |       |
| mise à jour : 3 décembre 2020      |           |     |     |     |     |     |       |

### Par adversaire
Le Monténégro est l’adversaire que l'équipe de France a le plus affronté dans son histoire.
En mars 2023, après deux nuls et quatre défaites, l’équipe de France de futsal s’offre sa première victoire face à son homologue serbe lors des qualifications pour la Coupe du monde 2024.
| Adversaire                 | Nb matchs | V | N | D | Bp | Bc | Diff. |
| -------------------------- | --------- | - | - | - | -- | -- | ----- |
| Monténégro                 | 7         | 6 | 3 | 1 | 37 | 17 | +20   |
| Serbie                     | 7         | 1 | 2 | 4 | 12 | 20 | -8    |
| Slovénie                   | 5         | 1 | 2 | 2 | 9  | 24 | -15   |
| Norvège                    | 5         | 5 | - | - | 22 | 5  | +17   |
| Suède                      | 4         | 4 | - | - | 18 | 7  | +11   |
| Hongrie                    | 4         | 3 | - | 1 | 16 | 8  | +8    |
| Finlande                   | 4         | 3 | - | 1 | 16 | 12 | +4    |
| Roumanie                   | 4         | 1 | - | 3 | 8  | 11 | -3    |
| Espagne                    | 4         | - | 1 | 3 | 5  | 10 | -6    |
| mise à jour : 08 mars 2023 |           |   |   |   |    |    |       |

## Liste des matchs

### 1997 à 2007
| #   | Date              | Adversaire                     | Score  | Lieu                             | Compétition          | Buteurs français                   |
| --- | ----------------- | ------------------------------ | ------ | -------------------------------- | -------------------- | ---------------------------------- |
| 1   | 17 mars 1997      | Belgique B                     | 1 - 3  | Mouscron, Belgique               | A                    | Le Terrier, Anny, Scweibe          |
| 2   | 19 octobre 1998   | Belgique                       | 1 - 8  | Villeneuve-d'Ascq, France        | A                    |                                    |
| 3   | 7 novembre 1998   | Géorgie                        | 4 - 8  | Reggio de Calabre, Italie        | qualif. Euro 1999    | Anny, Duponcheel ×2, Am. Yahia     |
| 4   | 8 novembre 1998   | Biélorussie                    | 4 - 6  | Reggio de Calabre, Italie        | qualif. Euro 1999    | Am. Yahia, Azhari, Ab. Yahia, Anny |
| 5   | 10 novembre 1998  | Italie                         | 8 - 0  | Reggio de Calabre, Italie        | qualif. Euro 1999    | -                                  |
| 6   | 1er décembre 1999 | Brésil                         | 11 - 1 | Singapour, Singapour             | Tiger 5's            |                                    |
| 7   | 2 décembre 1999   | Malaisie                       | 2 - 0  | Singapour, Singapour             | Tiger 5's            |                                    |
| 8   | 14 février 2000   | Slovénie                       | 5 - 1  | Ljubljana, Slovénie              | qualif. Mondial 2000 |                                    |
| 9   | 15 février 2000   | Arménie                        | 1 - 4  | Dol pri Hrastniku (en), Slovénie | qualif. Mondial 2000 |                                    |
| 10  | 17 février 2000   | Espagne                        | 9 - 1  | Litija, Slovénie                 | qualif. Mondial 2000 |                                    |
| 11  | 18 février 2000   | Slovaquie                      | 1 - 8  | Koper, Slovénie                  | qualif. Mondial 2000 |                                    |
| 12  | 20 février 2000   | Ukraine                        | 12 - 0 | Ljubljana, Slovénie              | qualif. Mondial 2000 | -                                  |
|     | 26 octobre 2000   | Macédoine du Nord              | 2 - 2  | Karlovac, Croatie                | qualif. Euro 2001    | Duponcheel ×2                      |
|     | 27 octobre 2000   | Slovénie                       | 3 - 1  | Karlovac, Croatie                | qualif. Euro 2001    | Duponcheel                         |
|     | 29 octobre 2000   | Croatie                        | 8 - 2  | Karlovac, Croatie                | qualif. Euro 2001    | Duponcheel, Boukria                |
|     | 14 février 2001   | Hongrie                        | 14 - 3 |                                  |                      |                                    |
|     | 21 novembre 2001  | Biélorussie                    | 1 - 2  | Maisons-Alfort                   | 4 Nations Cup        | Basson                             |
|     | 22 novembre 2001  | Hongrie                        | 3 - 7  | Maisons-Alfort                   | 4 Nations Cup        | Duponcheel, Cossart, Lebert        |
|     | 8 janvier 2002    | Grèce                          | 4 - 3  | Athènes, Grèce                   | 4 Nations Cup        |                                    |
|     | 9 janvier 2002    | Ukraine                        | 2 - 9  | Athènes, Grèce                   | 4 Nations Cup        |                                    |
|     | 10 janvier 2002   | Hongrie                        | 2 - 10 | Athènes, Grèce                   | 4 Nations Cup        |                                    |
|     | 27 février 2002   | Lituanie                       | 3 - 2  | Andrézieux                       | 4 Nations Cup        |                                    |
|     | 28 février 2002   | Russie                         | ?      | Andrézieux                       | 4 Nations Cup        |                                    |
|     | ?                 | Sélection régionale            | 6 - 1  |                                  | A                    |                                    |
|     | 1er octobre 2002  | Belgique                       | 8 - 2  | Tournai, Belgique                | A                    |                                    |
|     | 2 octobre 2002    | Belgique                       | ?      | Ypres, Belgique                  | A                    |                                    |
|     | 23 octobre 2002   | Sélection régionale des Landes |        |                                  | A                    |                                    |
|     | 24 octobre 2002   | Sélection régionale espagnole  |        |                                  | A                    |                                    |
|     | 5 novembre 2002   | Tchéquie                       | 5 - 1  | Ostrava, Tchéquie                | qualif. Euro 2003    | Ferreira Lino                      |
|     | 6 novembre 2002   | Croatie                        | 4 - 1  | Ostrava, Tchéquie                | qualif. Euro 2003    | Attal                              |
|     | 8 novembre 2002   | Bosnie-Herzégovine             | 4 - 4  | Ostrava, Tchéquie                | qualif. Euro 2003    | Yahia Bey ×2, Belgharbi, Baroune   |
|     | 8 janvier 2003    | Grèce                          | 3 - 2  | Nîmes                            | 4 Nations Cup        |                                    |
|     | 9 janvier 2003    | Belgique                       | 4 - 8  | Nîmes                            | 4 Nations Cup        |                                    |
| ... |                   |                                |        |                                  |                      |                                    |
|     | 7 novembre 2003   | Italie                         | 8 - 0  | ?, Italie                        | qualif. Mondial 2004 | -                                  |
|     | 8 novembre 2003   | Belgique                       | 2 - 3  | ?, Italie                        | qualif. Mondial 2004 |                                    |
|     | 10 novembre 2003  | Finlande                       | 3 - 2  | ?, Italie                        | qualif. Mondial 2004 |                                    |
| ... |                   |                                |        |                                  |                      |                                    |
|     | 27 janvier 2004   | Belgique                       | 0 - 2  | Hasselt, Belgique                | qualif. Euro 2005    | -                                  |
|     | 28 janvier 2004   | Pays-Bas                       | 2 - 10 | Hasselt, Belgique                | qualif. Euro 2005    | Markovic et Da Cruz                |
|     | 30 janvier 2004   | Israël                         | 3 - 2  | Hasselt, Belgique                | qualif. Euro 2005    |                                    |
| ... |                   |                                |        |                                  |                      |                                    |

### 2007 à 2012
| #   | Date             | Adversaire        | Score   | Lieu                      | Compétition                            | Buteurs français                    |
| --- | ---------------- | ----------------- | ------- | ------------------------- | -------------------------------------- | ----------------------------------- |
|     | 23 février 2007  | Italie            | 12 - 1  | Martina Franca, Italie    | qualif. Euro 2007                      |                                     |
|     | 24 février 2007  | Biélorussie       | 1 - 5   | Martina Franca, Italie    | qualif. Euro 2007                      |                                     |
|     | 26 février 2007  | Turquie           | 6 - 4   | Martina Franca, Italie    | qualif. Euro 2007                      |                                     |
| ... |                  |                   |         |                           |                                        |                                     |
|     | février 2008     | Serbie            | forfait | Belgrade, Serbie          | qualif. Mondial 2008                   | -                                   |
|     | février 2008     | Russie            | forfait | Belgrade, Serbie          | qualif. Mondial 2008                   | -                                   |
| ... |                  |                   |         |                           |                                        |                                     |
|     | 20 janvier 2009  | Macédoine du Nord | 1 - 1   | Kavadarci, Macédoine      | A,                                     |                                     |
|     | 21 janvier 2009  | Macédoine         | 2 - 0   | Kavadarci, Macédoine      | A,                                     | -                                   |
|     | février 2009     | Lituanie          |         | ?                         | A                                      |                                     |
|     | février 2009     | Lituanie          |         | ?                         | A                                      |                                     |
|     | 19 mars 2009     | Slovénie          | 2 - 3   | Levallois-Perret          | qualif. Euro 2010                      | ?                                   |
|     | 20 mars 2009     | Monténégro        | 4 - 6   | Levallois-Perret          | qualif. Euro 2010                      | Alexandre Teixeira x3, Admir Batlak |
|     | 22 mars 2009     | Russie            | 0 - 2   | Levallois-Perret          | qualif. Euro 2010                      | -                                   |
| ... |                  |                   |         |                           |                                        |                                     |
|     | 12 octobre 2009  | Irlande           | 4 - 1   | ?, France                 | A                                      |                                     |
|     | 21 octobre 2009  | Irlande           | 6 - 1   | ?, France                 | A                                      |                                     |
|     | 25 novembre 2009 | Chili             | 6 - 6   | ?, Chili                  | A                                      |                                     |
|     | 26 novembre 2009 | Chili             | 0 - 7   | ?, Chili                  | A                                      |                                     |
|     | 26 janvier 2010  | Grèce             | 6 - 0   | ?, France                 | A                                      |                                     |
|     | 27 janvier 2010  | Grèce             | 1 - 1   | ?, France                 | A                                      |                                     |
| ... |                  |                   |         |                           |                                        |                                     |
|     | 2 novembre 2010  | Algérie           | 4 - 0   | Tripoli, Libye            | Coupe méditerranéenne, groupe          | Chaulet, Teixeira x3                |
|     | 3 novembre 2010  | Albanie           | 5 - 1   | Tripoli, Libye            | Coupe méditerranéenne, groupe          | Alla, Teixeira x3, Saidi            |
|     | 5 novembre 2010  | Slovénie          | 1 - 3   | Tripoli, Libye            | Coupe méditerranéenne, groupe          | Teixeira                            |
|     | 7 novembre 2010  | Tunisie           | 5 - 1   | Tripoli, Libye            | Coupe méditerranéenne, quart-de-finale | Teixeira x4, Saidi                  |
|     | 8 novembre 2010  | Libye             | 2 - 1   | Tripoli, Libye            | Coupe méditerranéenne, demi-finale     | Saidi                               |
|     | 10 novembre 2010 | Slovénie          | 2 - 4   | Tripoli, Libye            | Coupe méditerranéenne, 3e place        | csc, Teixeira                       |
| ... |                  |                   |         |                           |                                        |                                     |
|     | 21 janvier 2011  | Malte             | 1 - 6   | Bormla, Malte             | qualif. Euro 2012 - tour préliminaire  |                                     |
|     | 22 janvier 2011  | Lituanie          | 3 - 1   | Bormla, Malte             | qualif. Euro 2012 - tour préliminaire  |                                     |
|     | 24 janvier 2011  | Bulgarie          | 1 - 2   | Bormla, Malte             | qualif. Euro 2012 - tour préliminaire  |                                     |
|     | 24 février 2011  | Espagne           | 4 - 0   | Bakou, Kazakhstan         | qualif. Euro 2012 - tour principal     |                                     |
|     | 25 février 2011  | Azerbadjian       | 4 - 2   | Bakou, Kazakhstan         | qualif. Euro 2012 - tour principal     |                                     |
|     | 27 février 2011  | Kazakhstan        | 2 - 0   | Bakou, Kazakhstan         | qualif. Euro 2012 - tour principal     |                                     |
| ... |                  |                   |         |                           |                                        |                                     |
|     | 20 octobre 2011  | Suisse            | 7 - 0   | Vélès, Macédoine          | qualif. Mondial 2012                   |                                     |
|     | 21 octobre 2011  | Monténégro        | 3 - 4   | Vélès, Macédoine          | qualif. Mondial 2012                   |                                     |
|     | 23 octobre 2011  | Macédoine         | 1 - 3   | Vélès, Macédoine          | qualif. Mondial 2012                   |                                     |
|     | 15 novembre 2011 | Pologne           | 5 - 4   | Octeville-sur-Mer, France | A                                      |                                     |
|     | 16 novembre 2011 | Pologne           | 4 - 1   | Octeville-sur-Mer, France | A                                      |                                     |
|     | 15 décembre 2011 | Slovénie          | 3 - 1   | Coimbra, Portugal         | qualif. Mondial 2012                   |                                     |
|     | 16 décembre 2011 | Portugal          | 6 - 0   | Coimbra, Portugal         | qualif. Mondial 2012                   |                                     |
|     | 18 décembre 2011 | Lituanie          | 3 - 2   | Coimbra, Portugal         | qualif. Mondial 2012                   |                                     |
|     | 24 janvier 2012  | Angleterre        | 3 - 1   | Lorient, France           | A                                      |                                     |
|     | 25 janvier 2012  | Angleterre        | 5 - 3   | Lorient, France           | A                                      |                                     |
|     | 11 décembre 2012 | Suède             | 2 - 3   | Göteborg, Suède           | A                                      |                                     |
|     | 12 décembre 2012 | Suède             | 3 - 5   | Göteborg, Suède           | A                                      |                                     |

### Fin de l'ère Jacky (2013-2021)
Le tableau suivant recense les rencontres de l'équipe de France de futsal de la Fédération française de football (FFF) de 2013 à 2021 sous la direction de Pierre Jacky.
| #   | Date              | Adversaire         | Score  | Lieu                         | Compétition                           | Buteurs français                                                    |
| --- | ----------------- | ------------------ | ------ | ---------------------------- | ------------------------------------- | ------------------------------------------------------------------- |
| 130 | 8 janvier 2013    | Belgique           | 2 - 2  | Tourcoing, France            | A                                     | Hamdoud, Sao                                                        |
| 131 | 23 janvier 2013   | Saint-Marin        | 12 - 0 | Nice, France                 | qualif. Euro 2014                     | Hamdoud ×2, Mendy ×3, Teixeira, Sao ×2, Le Boetté, Belhaj ×2, Gasmi |
| 132 | 24 janvier 2013   | Gibraltar          | 6 - 2  | Nice, France                 | qualif. Euro 2014                     | Belhaj, Teixeira ×2, Otmani, Le Boette, Sao                         |
| 133 | 26 janvier 2013   | Monténégro         | 1 - 1  | Nice, France                 | qualif. Euro 2014                     | Otmani                                                              |
| 134 | 5 juin 2013       | Costa Rica         | 1 - 1  | San José, Costa Rica         | A                                     | Hamdoud                                                             |
| 135 | 6 juin 2013       | Costa Rica         | 2 - 3  | San José, Costa Rica         | A                                     | Hamdoud, Le Boette, Gasmi                                           |
| 136 | 29 octobre 2013   | Monténégro         | 1 - 4  | Tivat, Monténégro            | A                                     | Gasmi ×2, Mohammed, Hamdoud                                         |
| 137 | 30 octobre 2013   | Monténégro         | 1 - 1  | Tivat, Monténégro            | A                                     | Aigoun                                                              |
| 138 | 3 décembre 2013   | Hongrie            | 2 - 3  | Saint-Quentin                | A                                     | Hamdoud, Belhaj                                                     |
| 139 | 4 décembre 2013   | Hongrie            | 6 - 4  | Saint-Quentin                | A                                     | Gasmi ×2, Otmani, Hamdoud ×3                                        |
| 140 | 7 janvier 2014    | Suède              | 3 - 0  | Besançon                     | A                                     | Belhaj, Saidi, Otmani                                               |
| 141 | 8 janvier 2014    | Suède              | 7 - 5  | Belfort                      | A                                     | Mohammed ×3, Aigoun, Le Boette, Gasmi, Rabeï                        |
| 142 | 18 mars 2014      | Roumanie           | 4 - 1  | Călărași, Roumanie           | A                                     | Bendaoud                                                            |
| 143 | 19 mars 2014      | Roumanie           | 3 - 2  | Călărași, Roumanie           | A                                     | Gasmi, Otmani                                                       |
| 144 | 12 juin 2014      | États-Unis         | 3 - 5  | Milwaukee, États-Unis        | A                                     | Le Boette, Belhaj, Gasmi, Bendaoud, Hamdoud                         |
| 145 | 14 juin 2014      | États-Unis         | 5 - 2  | Milwaukee, États-Unis        | A                                     | Le Boette, Bendaoud                                                 |
| 146 | 28 octobre 2014   | Bosnie-Herzégovine | 2 - 7  | Sarajevo, Bosnie-Herzégovine | A                                     | Rabeï, Jonathan Chaulet, Hamdoud, Teixeira ×2, Gasmi, Le Boette     |
| 147 | 29 octobre 2014   | Bosnie-Herzégovine | 3 - 2  | Sarajevo, Bosnie-Herzégovine | A                                     | Hamdoud, Belhaj                                                     |
| 148 | 2 décembre 2014   | Grèce              | 6 - 1  | Saint-Berthevin              | A                                     | Rabeï, Gasmi ×2, Ramirez ×2, Belhaj                                 |
| 149 | 3 décembre 2014   | Grèce              | 7 - 2  | Saint-Berthevin              | A                                     | Gasmi, Le Boette, Otmani ×2, Belhaj ×2, Rabeï                       |
| 150 | 6 janvier 2015    | Finlande           | 5 - 2  | Sélestat                     | A                                     | Teixeira, Rabeï ×2, Otmani, Chaulet                                 |
| 151 | 7 janvier 2015    | Finlande           | 5 - 4  | Mulhouse                     | A                                     | Teixeira, Rabeï, Otmani, Ramirez, Le Boette                         |
| 152 | 14 janvier 2015   | Saint-Marin        | 5 - 1  | Ciorescu (en), Moldavie      | qualif. Euro 2016 - tour prélim.      | Teixeira, Rabeï, Ramirez ×2, Belhaj                                 |
| 153 | 15 janvier 2015   | Albanie            | 2 - 5  | Ciorescu, Moldavie           | qualif. Euro 2016 - tour prélim.      | Aigoun, Rabeï ×3, Belhaj                                            |
| 154 | 17 janvier 2015   | Moldavie           | 2 - 4  | Ciorescu, Moldavie           | qualif. Euro 2016 - tour prélim.      | Teixeira, Gasmi, Otmani, Belhaj                                     |
| 155 | 11 février 2015   | Croatie            | 5 - 1  | Novigrad, Croatie            | A                                     | Ramirez                                                             |
| 156 | 18 mars 2015      | République tchèque | 5 - 3  | Laško, Slovénie              | qualif. Euro 2016 - tour principal    | Mohammed, Gasmi, Hamdoud                                            |
| 157 | 19 mars 2015      | Slovénie           | 11 - 2 | Laško, Slovénie              | qualif. Euro 2016 - tour principal    | Rabeï, Belhaj                                                       |
| 158 | 21 mars 2015      | Norvège            | 3 - 1  | Laško, Moldavie              | qualif. Euro 2016 - tour principal    | Rabeï, Mohammed                                                     |
| 159 | 18 octobre 2015   | Belgigue           | 1 - 4  | Saran                        | A                                     | ?                                                                   |
| 160 | 22 octobre 2015   | Malte              | 8 - 2  | Kaunas, Lituanie             | qualif. Mondial 2016 - tour prélim.   | Rabeï, Bensaber, Gasmi ×3, Ramirez, Mohammed, Aigoun                |
| 161 | 23 octobre 2015   | Albanie            | 0 - 1  | Kaunas, Lituanie             | qualif. Mondial 2016 - tour prélim.   | Mohammed                                                            |
| 162 | 25 octobre 2015   | Lituanie           | 6 - 0  | Kaunas, Lituanie             | qualif. Mondial 2016 - tour prélim.   | Mohammed ×2, Belhaj, Hamdoud ×2, Aigoun                             |
| 163 | 24 novembre 2015  | Monténégro         | 1 - 1  | Borgo                        | A                                     | Hamdoud                                                             |
| 164 | 25 novembre 2015  | Monténégro         | 4 - 2  | Borgo                        | A                                     | Teixeira ×2, Ramirez, N'Gala                                        |
| 165 | 10 décembre 2015  | Slovénie           | 2 - 2  | Chomutov, Tchéquie           | qualif. Mondial 2016 - tour principal | Hamdoud, Alla                                                       |
| 166 | 11 décembre 2015  | Tchéquie           | 3 - 2  | Chomutov, Tchéquie           | qualif. Mondial 2016 - tour principal | Belhaj, Aigoun                                                      |
| 167 | 13 décembre 2015  | Kazakhstan         | 2 - 4  | Chomutov, Tchéquie           | qualif. Mondial 2016 - tour principal | csc, Hamdoud                                                        |
| 168 | 22 mars 2016      | Roumanie           | 3 - 4  | Toulouse                     | A                                     | N'Gala, Ramirez, Alla                                               |
| 169 | 23 mars 2016      | Roumanie           | 2 - 0  | Toulouse                     | A                                     | N'Gala, Alla                                                        |
| 170 | 29 août 2016      | Macédoine du Nord  | 1 - 2  | Skopje, Macédoine            | A                                     | Mohammed, Azdine Aigoun                                             |
| 171 | 31 août 2016      | Macédoine          | 1 - 1  | Vélès, Macédoine             | A                                     | Ramirez                                                             |
| 172 | 31 octobre 2016   | Espagne            | 0 - 1  | Limoges                      | A                                     | -                                                                   |
| 173 | 1er novembre 2016 | Espagne            | 0 - 2  | Limoges                      | A                                     | -                                                                   |
| 174 | 6 décembre 2016   | Serbie             | 4 - 1  | Belgrade, Serbie             | A                                     | Mouhoudine                                                          |
| 175 | 7 décembre 2016   | Serbie             | 3 - 3  | Smederevo, Serbie            | A                                     | Boudebibah, De Sá Andrade, Mohammed                                 |
| 176 | 28 janvier 2017   | Andorre            | 0 - 5  | Vilnius, Lituanie            | qualif. Euro 2018 - tour prélim.      | csc, Mohammed ×2, Gasmi, Hamdoud                                    |
| 177 | 29 janvier 2017   | Lituanie           | 1 - 3  | Vilnius, Lituanie            | qualif. Euro 2018 - tour prélim.      | N'Gala, Mohammed, Belhaj                                            |
| 178 | 8 avril 2017      | Russie             | 0 - 5  | Kocaeli, Turquie             | qualif. Euro 2018 - tour principale   | -                                                                   |
| 179 | 9 avril 2017      | Turquie            | 1 - 5  | Kocaeli, Turquie             | qualif. Euro 2018 - tour principale   | N'Gala, Gasmi ×3, Mohammed                                          |
| 180 | 11 avril 2017     | Slovaquie          | 4 - 1  | Kocaeli, Turquie             | qualif. Euro 2018 - tour principale   | Mohammed ×2, Belhaj ×2                                              |
| 181 | 26 août 2017      | Pologne            | 3 - 3  | Smederevo, Pologne           | A                                     | Azdine Aigoun, Mohammed ×3                                          |
| 182 | 12 septembre 2017 | Croatie            | 1 - 1  | Orchies                      | qualif. Euro 2018 - barrage           | Alla                                                                |
| 183 | 26 septembre 2017 | Croatie            | 4 - 5  | Dubrovnik, Croatie           | qualif. Euro 2018 - barrage           | Kebe, Ramirez, N'Gala ×3                                            |
| 184 | 5 décembre 2017   | Hongrie            | 1 - 4  | Miskolc, Hongrie             | A                                     | Kebe, Ba, De Sá Andrade ×2                                          |
| 185 | 6 décembre 2017   | Hongrie            | 1 - 4  | Miskolc, Hongrie             | A                                     | Gasmi, Mouhoudine ×2, Ramirez                                       |
| 186 | 24 janvier 2018   | Serbie             | 4 - 0  | Novigrad, Croatie            | A                                     | -                                                                   |
| 187 | 26 janvier 2018   | Italie             | 0 - 0  | Novigrad, Croatie            | A                                     | -                                                                   |
| 18  | 31 janvier 2018   | Espagne            | 4 - 4  | Ljubljana, Slovénie          | Championnat d'Europe 2018             | Mohammed, Alla, N'Gala, csc                                         |
| 189 | 2 février 2018    | Azerbaïdjan        | 3 - 5  | Ljubljana, Slovénie          | Championnat d'Europe 2018             | N'Gala, Mohammed, Mouhoudine                                        |
| 190 | 3 avril 2018      | Japon              | 4 - 1  | Aix-en-Provence              | A                                     | Mohammed, Alla, Belhaj, Mouhoudine                                  |
| 191 | 4 avril 2018      | Japon              | 1 - 1  | Aix-en-Provence              | A                                     | Mouhoudine                                                          |
| 192 | 25 septembre 2018 | Suède              | 0 - 3  | Gävle, Suède                 | A                                     | Gasmi, Mouhoudine, csc                                              |
| 193 | 26 septembre 2018 | Suède              | 2 - 5  | Gävle, Suède                 | A                                     | De Sá Andrade ×2, Mohammed , Lutin, Aigoun                          |
| 194 | 30 octobre 2018   | Ukraine            | 1 - 1  | Roubaix                      | A                                     | Mouhoudine                                                          |
| 195 | 31 octobre 2018   | Ukraine            | 3 - 1  | Roubaix                      | A                                     | Mohammed ×3                                                         |
| 196 | 4 décembre 2018   | Italie             | 2 - 2  | Asti, Italie                 | A                                     | Ramirez, N'Gala                                                     |
| 197 | 5 décembre 2018   | Italie             | 3 - 3  | Asti, Italie                 | A                                     | Mouhoudine ×2, csc                                                  |
| 198 | 5 février 2019    | Slovénie           | 2 - 2  | Novigrad, Croatie            | A                                     | Aigoun, Mouhoudine                                                  |
| 199 | 6 février 2019    | Slovénie           | 8 - 1  | Koper, Slovénie              | A                                     | De Sá Andrade                                                       |
| 200 | 9 avril 2019      | Angleterre         | 1 - 0  | Besançon                     | A                                     | Alla                                                                |
| 201 | 10 avril 2019     | Angleterre         | 6 - 0  | Besançon                     | A                                     | Mouhoudine ×2, Belhaj, Ramirez, N'Gala, Youba Soumaré               |
| 202 | 31 mai 2019       | Argentine          | 4 - 1  | San Juan, Argentine          | A                                     | N'Gala                                                              |
| 203 | 2 juin 2019       | Argentine          | 4 - 4  | Rosario, Argentine           | A                                     | Alla, N'Gala ×2, Mouhoudine                                         |
| 204 | 24 septembre 2019 | Finlande           | 4 - 3  | Sélestat                     | A                                     | Mohammed, Belhaj, Lutin, Ba                                         |
| 205 | 25 septembre 2019 | Finlande           | 2 - 3  | Sélestat                     | A                                     | N'Gala, Adama Dhee                                                  |
| 206 | 23 octobre 2019   | Belgique           | 5 - 3  | Cergy-Pontoise               | qualif. Mondial 2021 - tour principal | Alla ×2, Belhaj, Ramirez, Mohammed                                  |
| 207 | 24 octobre 2019   | Suisse             | 3 - 1  | Cergy-Pontoise               | qualif. Mondial 2021 - tour principal | Samba Kebe, Mohammed, Mouhoudine                                    |
| 208 | 26 octobre 2019   | Serbie             | 4 - 5  | Cergy-Pontoise               | qualif. Mondial 2021 - tour principal | Youba Soumaré, Samba Kebe, Ramirez ×2                               |
| 209 | 3 décembre 2019   | Portugal           | 1 - 2  | Chambéry                     | A                                     | Ramirez                                                             |
| 210 | 4 décembre 2019   | Portugal           | 3 - 4  | Chambéry                     | A                                     | Lutin, N'Gala, Mouhoudine                                           |
| 211 | 1er février 2020  | Espagne            | 3 - 1  | Niš, Serbie                  | qualif. Mondial 2021 - tour élite     | Alla                                                                |
| 212 | 2 février 2020    | Serbie             | 4 - 2  | Niš, Serbie                  | qualif. Mondial 2021 - tour élite     | Lutin, Ramirez                                                      |
| 213 | 4 février 2020    | Ukraine            | 2 - 2  | Niš, Serbie                  | qualif. Mondial 2021 - tour élite     | Mouhoudine, Ramirez                                                 |
| -   | 7 avril 2020      | Costa Rica         | -      | Le Mans                      | A                                     | -                                                                   |
| -   | 8 avril 2020      | Costa Rica         | -      | Le Mans                      | A                                     | -                                                                   |
| 214 | 20 septembre 2020 | Moldavie           | 10 - 1 | Orléans                      | A                                     | Mohammed ×2, Lutin ×2, De Sá Andrade ×2, Mouhoudine ×3, Soumaré     |
| 215 | 21 septembre 2020 | Moldavie           | 2 - 3  | Orléans                      | A                                     | Mouhoudine ×2                                                       |
| -   | 6 novembre 2020   | Roumanie           | -      | Chiajna, Roumanie            | A                                     | -                                                                   |
| -   | 7 novembre 2020   | Roumanie           | -      | Chiajna, Roumanie            | A                                     | -                                                                   |
| 216 | 4 décembre 2020   | Slovaquie          | 5 - 0  | CNFE Clairefontaine          | A                                     | Mohammed, Zakehi ×2, Mouhoudine, Kebe                               |
| 217 | 8 décembre 2020   | Géorgie            | 4 - 4  | Paris                        | qualif. Euro 2022                     | Ramirez, Alla, Mohammed ×2                                          |
| 218 | 3 février 2021    | Arménie            | 4 - 4  | Erevan, Arménie              | qualif. Euro 2022                     | Lutin, N'Gala ×2, Ramirez                                           |
| 219 | 5 mars 2021       | Russie             | 2 - 3  | Paris                        | qualif. Euro 2022                     | Mouhoudine, N'Gala                                                  |
| 220 | 9 mars 2021       | Russie             | 5 - 1  | Chtchiolkovo, Russie         | qualif. Euro 2022                     | De Sá Andrade                                                       |
| 221 | 9 avril 2021      | Géorgie            | 3 - 2  | Tbilissi, Géorgie            | qualif. Euro 2022                     | N'Gala, Belhaj                                                      |
| 222 | 14 avril 2021     | Arménie            | 5 - 1  | Paris                        | qualif. Euro 2022                     | Mouhoudine ×2, Mohammed ×2, Belhaj                                  |

### Ère Reynaud (2021-2023)
| #       | Date              | Adversaire  | Score | Lieu                               | Compétition               | Buteurs français                                                               |
| ------- | ----------------- | ----------- | ----- | ---------------------------------- | ------------------------- | ------------------------------------------------------------------------------ |
| 223     | 28 septembre 2021 | Norvège     | 1 - 0 | Paris                              | A                         | Faupin                                                                         |
| 224     | 29 septembre 2021 | Norvège     | 6 - 2 | Paris                              | A                         | Zakehi x2, Ramirez, Tchapthet, csc, Soumaré                                    |
| 225     | 16 novembre 2021  | Italie      | 6 - 1 | Salsomaggiore Terme, Italie        | A                         | Mohammed                                                                       |
| 226     | 17 novembre 2021  | Italie      | 2 - 3 | Salsomaggiore Terme, Italie        | A                         | Belhaj ×2, De Sá Andrade                                                       |
| 227     | 16 décembre 2021  | Pays-Bas    | 1 - 3 | Zeist, Pays-Bas                    | Tournoi des 4 nations     | Mouhoudine, Zakehi, Mohammed                                                   |
| 228     | 18 décembre 2021  | Belgique    | 7 - 2 | Zeist, Pays-Bas                    | Tournoi des 4 nations     | Mohammed, Mouhoudine, Bendali ×2, N'Gala, Lutin, Saadaoui                      |
| 229     | 19 décembre 2021  | Allemagne   | 7 - 3 | Zeist, Pays-Bas                    | Tournoi des 4 nations     | Tchapthet, Lutin ×2, Mouhoudine, Belhaj, Mohammed ×2                           |
| 230     | 28 janvier 2022   | Ouzbékistan | 2 - 4 | Novigrad, Croatie                  | Umag Nations Cup          | Touré, N'Gala ×2, Mohammed                                                     |
| 231     | 29 janvier 2022   | Monténégro  | 4 - 8 | Novigrad, Croatie                  | Umag Nations Cup          | Menendez, Saadaoui, Touré ×2, Mohammed, N'Gala, csc, Mouhoudine                |
| -       | 31 janvier 2022   | Ouzbékistan | 9 - 7 | Novigrad, Croatie                  | A                         | Touré[Lequel ?], Mouhoudine ×2, Zakehi ×2, Mohammed, Menendez, Marquet, N'Gala |
| 232     | 4 avril 2022      | Slovénie    | 2 - 1 | Toulon                             | A                         | Lutin, Ramirez                                                                 |
| 233     | 6 avril 2022      | Brésil      | 2 - 3 | Toulon                             | A                         | Menendez, Mouhoudine                                                           |
| 234     | 17 septembre 2022 | Croatie     | 4 - 0 | Laval                              | A                         | Mohammed, Zakehi, Bendali, Menendez                                            |
| 235     | 8 octobre 2022    | Norvège     | 9 - 1 | Laval                              | qualif. Mondial 2024      | Mohammed ×2, Bendali ×2, Mouhoudine, Touré ×3, Touré                           |
| 236     | 12 octobre 2022   | Serbie      | 0 - 0 | Šabac, Serbie                      | qualif. Mondial 2024      | -                                                                              |
| 237     | 9 novembre 2022   | Moldavie    | 3 - 0 | CNF Clairefontaine                 | A                         | Mohammed, Ramirez, Touré                                                       |
| 238     | 16 décembre 2022  | Monténégro  | 3 - 5 | Igalo, Monténégro                  | A                         | Mohammed, Guirio ×2, Belhaj, Zakehi                                            |
| 239     | 17 décembre 2022  | Monténégro  | 1 - 9 | Igalo, Monténégro                  | A                         | De Sá Andrade, Saadaoui, Belhaj, Mouhoudine ×2, Bendali ×2, Mohammed ×2        |
| 240     | 2 mars 2023       | Norvège     | 1 - 3 | Tromsø, Norvège                    | qualif. Mondial 2024      | Benslama, Ramirez, csc                                                         |
| 241     | 7 mars 2023       | Serbie      | 2 - 0 | Laval                              | qualif. Mondial 2024      | Mohammed, Mouhoudine                                                           |
| 242     | 13 avril 2023     | Croatie     | 4 - 5 | Académie Mohammed VI, Rabat, Maroc | tournoi                   | Belhaj, Mohammed, Mouhoudine, Benslama                                         |
| 243     | 15 avril 2023     | Japon       | 3 - 0 | Académie Mohammed VI, Rabat, Maroc | tournoi                   | Mohammed x2, Mouhoudine                                                        |
| 244     | 18 avril 2023     | Maroc       | 4 - 4 | Académie Mohammed VI, Rabat, Maroc | tournoi                   |                                                                                |
| 245 240 | 22 juin 2023      | Paraguay    | 3 - 1 | Asuncion, Paraguay                 | A                         | Benslama                                                                       |
| 241     | 24 juin 2023      | Paraguay    | 5 - 3 | Asuncion, Paraguay                 | A                         | Zakehi, Bendali, Lutin                                                         |
| 242     | 16 septembre 2023 | Slovaquie   | 4 - 4 | Levice, Slovaquie                  | Tour élite - Mondial 2024 | Mohammed, Touré, Mouhoudine x2                                                 |
| 243     | 20 septembre 2023 | Allemagne   | 6 - 2 | Laval                              | Tour élite - Mondial 2024 | Mouhoudine, Guirio, Mohammed x2, Belhaj, Menendez                              |
| 244     | 5 octobre 2023    | Croatie     | 5 - 2 | Laval                              | Tour élite - Mondial 2024 | Belhaj, Saadaoui, Mohammed x2, Bendali                                         |
| 245     | 10 octobre 2023   | Croatie     | 1 - 2 | Zagreb, Croatie                    | Tour élite - Mondial 2024 | Touré, Mouhoudine                                                              |
| 246     | 14 décembre 2023  | Slovaquie   | 7 - 1 | Laval                              | Tour élite - Mondial 2024 | Mohammed, Belhaj, Guirio, csc, Mouhoudine, Saadaoui                            |
| 247     | 20 décembre 2023  | Allemagne   | 1 - 3 | Dresde, Allemagne                  | Tour élite - Mondial 2024 | Mouhoudine, Belhaj, Touré                                                      |